# Raoul Bott
Raoul Bott (24.9.1923 – 20.12.2005) là nhà toán học nổi tiếng vì có rất nhiều đóng góp trong môn hình học theo nghĩa rộng. Ông rất nổi tiếng về định lý tính chu kỳ Bott (Bott periodicity theorem), các hàm Morse–Bott mà ông sử dụng trong các lãnh vực này, và định lý Borel–Bott–Weil.

## Cuộc đời
Bott sinh tại Budapest, Hungary, lớn lên ở Slovakia và làm việc tại Hoa Kỳ.
Mẹ và người dì của ông nói tiếng Hungary. Cha dượng người Tiệp Khắc của ông không nói được ngôn ngữ này, nên ở trong gia đình họ nói ngôn ngữ chính là tiếng Đức. Ông có cô giáo dạy tiếng Anh kèm ở nhà ngay từ khi còn trẻ, nên ông nói tiếng Anh cũng hoàn hảo (và vẫn giữ chút ít giọng Anh suốt đời). Ngôn ngữ khi học đại học là tiếng Slovak. Mặc dù nói nhiều ngôn ngữ, nhưng ông cho rằng mình không thích học ngôn ngữ.
Gia đình ông di cư sang Canada năm 1938. Ông phục vụ trong Quân đội Canada tại châu Âu trong Chiến tranh thế giới thứ hai. Sau khi giải ngũ, ông vào học ở college của Đại học McGill tại Montréal. Sau đó ông sang học ở Đại học Carnegie Mellon tại Pittsburgh và đậu bằng tiến sĩ năm 1949 với bản luận án mang tên Electrical Network Theory, được viết dưới sự hướng dẫn của Richard Duffin. Ông bắt đầu giảng dạy ở Đại học Michigan tại Ann Arbor. Sau đó ông làm giáo sư ở Đại học Harvard từ năm 1959 tới 1999. Năm 2000 ông được thưởng Giải Wolf về Toán học. Năm 2005, ông được bầu làm hội viên hải ngoại của Hội Hoàng gia London (tương đương Viện Hàn lâm Khoa học ở các nước khác). Ông qua đời ở San Diego vì bị ung thư.

## Sự nghiệp
Ban đầu, ông nghiên cứu lý thuyết mạch điện (định lý Bott-Duffin từ 1949), sau đó chuyên về toán học.
Ông nghiên cứu đồng luân của các nhóm Lie, sử dụng các phương pháp của lý thuyết Morse, dẫn tới định lý tính chu kỳ Bott (1956). Trong quá trình làm việc ông đã đưa ra các hàm Morse–Bott, một sự khái quát hóa quan trọng của lý thuyết Morse.
Điều này đã dẫn ông tới việc hợp tác trong nhiều năm với Michael Atiyah. Bott đã có các đóng góp quan trọng vào định lý số mũ Atiyah–Singer, nhất là trong việc làm thành công thức liên quan tới các định lý điểm cố định, đặc biệt cái gọi là 'định lý điểm cố định Woods Hole', một sự tổ hợp của định lý Riemann–Roch và định lý điểm cố định Lefschetz (đặt theo tên Woods Hole, Massachusetts, nơi diễn ra hội nghị có sự thảo luận tập thể để tạo thành công thức này). Các bài khảo cứu chủ yếu của Atiyah–Bott về cái ngày nay là định lý điểm cố định Atiyah–Bott được viết ra trước năm 1968; họ tiếp tục cộng tác trong việc sửa lại theo ngôn ngữ hiện đại, các kết quả của Ivan Petrovsky về các phương trình vi phân riêng phần hyperbolic, do Lars Gårding gợi ý. Trong thập niên 1980, Atiyah và Bott nghiên cứu lý thuyết gauge, sử dụng lý thuyết Yang–Mills trên một bề mặt Riemann để đạt được thông tin tô pô về các không gian moduli của các chùm bề mặt Riemann cố định.

## Giải thưởng
- 1964 giải Hình học Oswald Veblen của Hội Toán học Hoa Kỳ.
- 1983 giải Jeffery-Williams của Hội Toán học Canada.
- 2000 giải Wolf về Toán học

## Các sinh viên
Bott có 20 sinh viên tiến sĩ, trong đó có Stephen Smale, Lawrence Conlon, Daniel Quillen, Peter Landweber, Robert MacPherson, Robert Brooks, Robin Forman và Kevin Corlette.

## Tác phẩm
- Bott, Raoul Raoul Bott: collected papers. Vol. 4. Mathematics related to physics. Edited by Robert D. MacPherson. Contemporary Mathematicians. Birkhäuser Boston, Inc., Boston, MA, 1995. xx+485 pp. ISBN 0-8176-3648-X MR1321890
- Bott, Raoul Raoul Bott: collected papers. Vol. 3. Foliations. Edited by Robert D. MacPherson. Contemporary Mathematicians. Birkhäuser Boston, Inc., Boston, MA, 1995. xxxii+610 pp. ISBN 0-8176-3647-1 MR1321886
- Bott, Raoul Raoul Bott: collected papers. Vol. 2. Differential operators. Edited by Robert D. MacPherson. Contemporary Mathematicians. Birkhäuser Boston, Inc., Boston, MA, 1994. xxxiv+802 pp. ISBN 0-8176-3646-3MR1290361
- Bott, Raoul Raoul Bott: collected papers. Vol. 1. Topology and Lie groups. Edited by Robert D. MacPherson. Contemporary Mathematicians. Birkhäuser Boston, Inc., Boston, MA, 1994. xii+584 pp. ISBN 0-8176-3613-7 MR1280032
- Bott, Raoul; Tu, Loring W. Differential forms in algebraic topology. Graduate Texts in Mathematics, 82. Springer-Verlag, New York-Berlin, 1982. xiv+331 pp. ISBN 0-387-90613-4 MR0658304
- Bott, Raoul Lectures on K(X). Mathematics Lecture Note Series W. A. Benjamin, Inc., New York-Amsterdam 1969 x+203 pp.MR0258020